# Duinrell

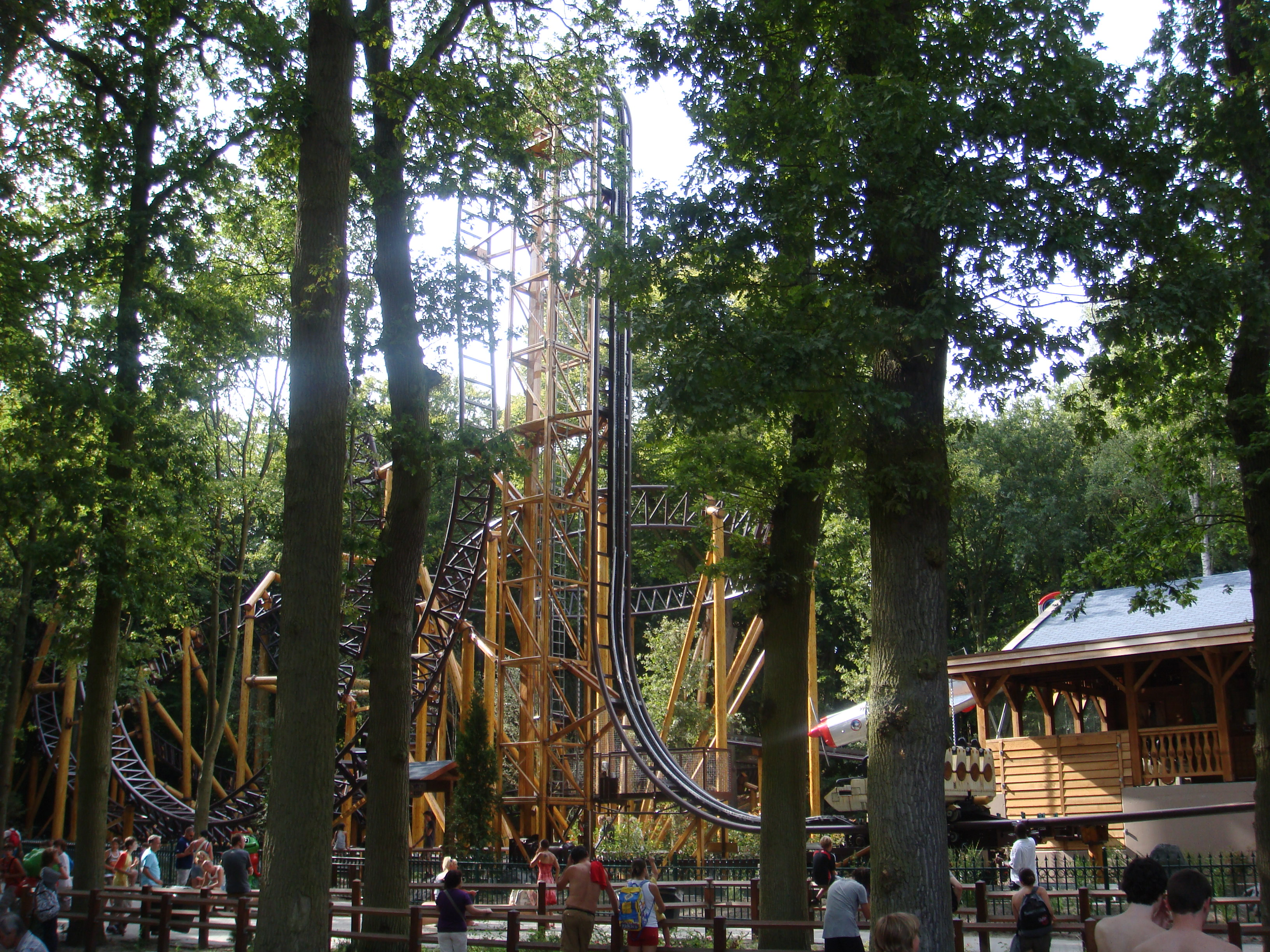
De achtbaan Falcon

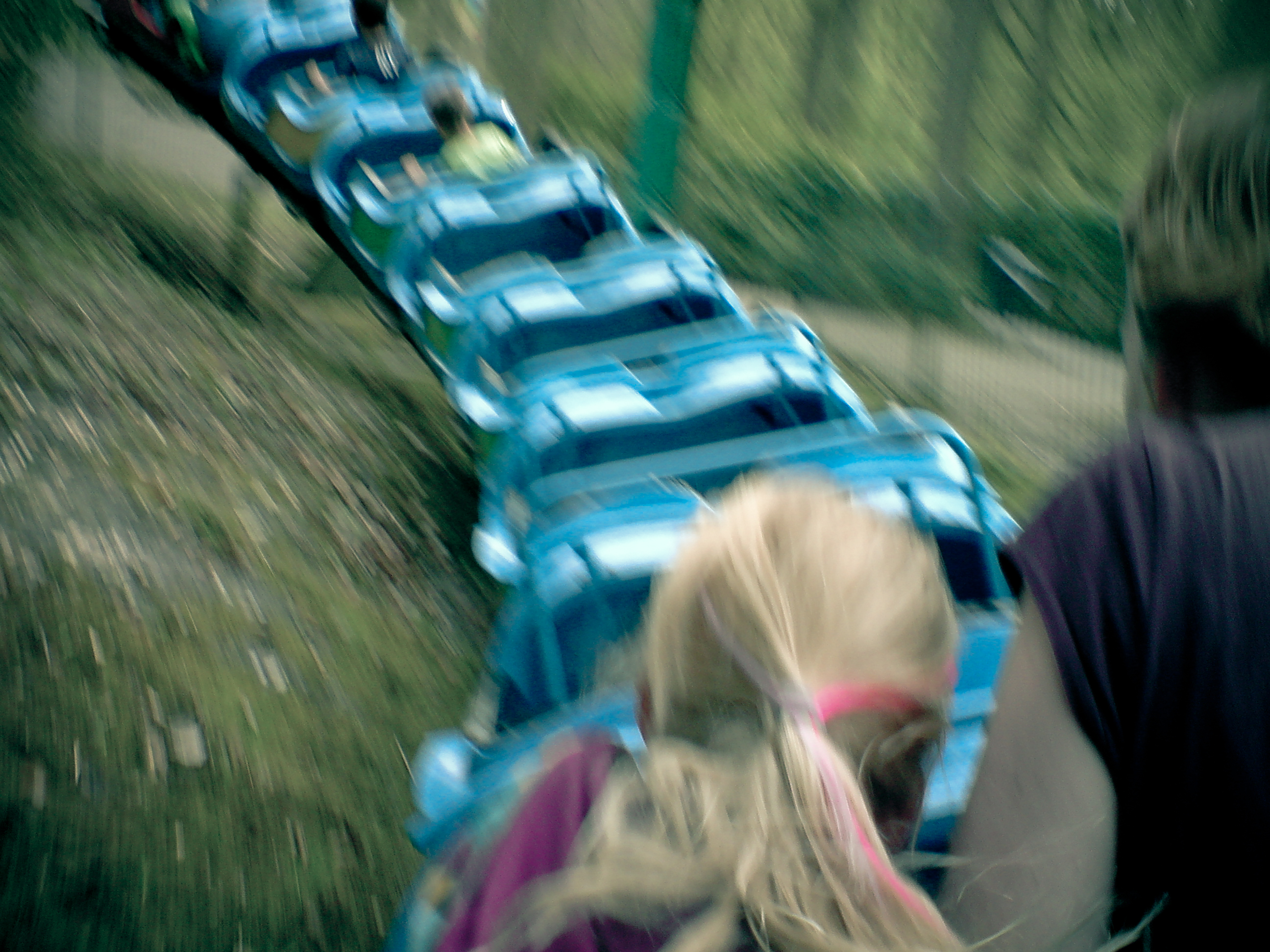
Onride foto van de Kikkerachtbaan

Duinrell is een attractiepark en camping in Wassenaar, provincie Zuid-Holland. Het is opgericht in 1935 met de openstelling van het historische landgoed Duinrell.
Het attractiepark is een familiebedrijf eigendom van en geleid door de broers Roderick en Philip van Zuylen van Nijevelt. Hun vader Hugo graaf van Zuylen van Nijevelt was na 2000 tot 2017 als president-commissaris verbonden aan het bedrijf. 
De mascotte Rick de Kikker komt regelmatig terug in de reclames van het park met de slogan "Duinrell, daar kikker je van op".

## Geschiedenis

### Sport- en recreatiecentrum
Philip van Zuylen van Nijevelt (1898-1940) was cavalerist en kamerheer van koningin Wilhelmina toen hij op 19 april 1935 de poorten van Landgoed Duinrell voor het publiek opende. In de oranjerie werd een theetuin ingericht. De schaapskooi werd in 1935 een restaurant met speeltoestellen eromheen.
Onder de naam Duinrellterreinrit werden door de Motorclub Wassenaar en Omstreken vanaf 1936 halfjaarlijkse Motorcross en zijspancross op het terrein georganiseerd. Het waren de eerste crosswedstrijden in Nederland. 26 oktober 1946 vond het Nederlandse Kampioenschap terreinrijden plaats, dat een jaar later vervolgd werd met de eerste Motorcross der Naties. Enige jaren later werd het bomenrijke terrein wegens gevaar voor rijders en toeschouwers niet meer gebruikt.
In 1938 werd een skibaan aangelegd op dennennaalden van de op het landgoed voorkomende Pinus maritima, en na het aanleggen van verschillende ski- en langlaufpistes is vanwege de grote hoeveelheid overgeschakeld op piassave, en later kunststof. De skibanen werden beheerd door de Nederlandsche Reisvereeniging. Ze werden opgeheven in 2005.
Philip woonde met zijn vrouw Constance gravin van Zuylen van Nijevelt-baronesse van Pallandt en zoon Hugo op het kasteel (het grote landhuis), gebouwd in 1682. Op 12 mei 1940 werd hij als verdachte passant aangemerkt en door Nederlandse militairen om het leven gebracht.
Na de oorlog werd Duinrell op bescheiden schaal geëxploiteerd en naast dagrecreatie creëerden de Van Zuylens met een klein team van medewerkers ook overnachtingsmogelijkheden. Hugo werkte aan een internationale carrière en hield zich in zijn vrije tijd bezig met de ontwikkeling van Duinrell. Constance bleef op Duinrell wonen en fokte cairnterriërs. Zij koos er echter voor om niet meer het 'kasteel' te bewonen en nam met haar gezin haar intrek in boerderij Oudt Duinrell aan de rand van het landgoed. Deze stamt ook uit de 17e eeuw.
Constance wilde in 1962 Duinrell verkopen aan de Haagse vastgoedhandelaar Reinder Zwolsman. Met tegenzin onderhandelde Hugo voor haar hierover. De directeur van buiten de familie kreeg intussen van Zwolsman een betere baan elders. Dit wekte irritatie waardoor de verkoop niet door ging; Hugo zegde zijn baan op en werd zelf directeur. Duinrell werd uiteindelijk zijn levenswerk en breidde uit aan voorzieningen. Gezien de locatie in Wassenaar gaf dat soms lokaal verzet. Frits Korthals Altes stond de zoon hierin als advocaat bij.

### Attractiepark
Een belangrijke ontwikkeling was in 1984 bouwen van het subtropisch zwemparadijs Tikibad bij het bestaande openluchtbad, voor een bedrag hoger dan de jaarlijkse omzet van de onderneming. In datzelfde jaar werd aan de rand van het park de Rodelbaan gerealiseerd. In 1985 werd de Kikkerachtbaan geopend. Het 'kasteel' werd in 1986 gesloopt. Het torentje (puntdak) is bewaard en bij de 'Paardenstal' geplaatst. In 1989 opende Duinrell de attractie Aqua Swing, een zweefmolen.
In 1990 werd de waterglijbaan Aqua Shute geopend. Twee jaar later werd de Splash geopend, een attractie waarbij een boot van grote hoogte het water in glijdt. In 1996 werd hiernaast de attractie Waterspin geopend.
Één jaar daarop, in 1997, zou Batflyer opengaan. Dit was een hangende achtbaan (Single Suspended Coaster) met een enkele rail en een lengte van 850 meter. Doordat de karretjes (in de vorm van een vleermuis) op sommige punten te snel gingen, en bij de bocht voor het station weer te langzaam waardoor de karretjes het station niet bereikten, is de achtbaan niet opengegaan voor publiek. De attractie is meerdere keren aangepast, maar kon niet voldoen aan de veiligheidseisen. Leverancier Caripro ging tijdens de bouw failliet. Het resulteerde in een uiteindelijke schadepost van 2 miljoen gulden voor Duinrell.. In winterseizoen 2024-2025 is het station van Batflyer gesloopt. Dit hing samen met de vernieuwing van de Minitrein Trollengrot. Deze attractie deelde het station met de Batflyer, maar heeft een geheel nieuw station en omgeving gekregen.
In 2000 verkocht Hugo het bedrijf aan zijn zonen Philip en Roderick, die ook de nieuwe directeuren werden. Één jaar later werd de Mad Mill tegenover de Splash en Waterspin geopend. Aangezien het landgoed inmiddels een recreatie- en attractiepark is geworden, wonen de huidige eigenaren Philip en Roderick niet meer op Duinrell.
In 2002 werd de nooit geopende Batflyer deels afgebroken. Van de Batflyer is nog enkel het station over, waarin nu een stationnetje zit voor een trein en voorheen een souvenirwinkel. In het station is nog een complete regelinstallatie te zien. Er zijn werkende modellen van het type Batflyer, maar met die in Duinrell ging het mis, doordat deze anders was.
Schip Ahoi, een klein schommelschip, werd in 2004 geopend.
Duinrell maakte plannen om in 2007 een nieuwe achtbaan van de Duitse firma Gerstlauer te openen, maar kreeg geen vergunning van de gemeente. De vergunningsaanvraag voor de achtbaan Rick's Delight werd op 7 mei 2008 door de Raad van State afgewezen vanwege fouten bij diverse metingen in het ontwerp. Op 7 januari 2009 werd het bestemmingsplan toch goedgekeurd, zodat de bouw kon beginnen. Wel vond er een naamswijziging voor de achtbaan plaats naar Falcon Op 14 mei 2009 werd de achtbaan geopend.
Op 14 april 2007 viel een wiek van de attractie Mad Mill naar beneden. Er vielen geen gewonden. In september van 2009 liep een Brits echtpaar lichte verwondingen op in de rodelbaan, nadat de man op zijn vrouw inreed toen deze plotseling afremde. De man had de aanwijzingen niet goed opgevolgd.
Op 31 maart 2012 werd de nieuwe achtbaan Dragonfly geopend. Deze is gebouwd door de Duitse fabrikant Gerstlauer, die ook de Falcon bouwde.
Voor het laatst in 2012 was het qua bezoekersaantallen het 19e grootste attractiepark van Europa. (anno 2023 is Duinrell het op een na grootste attractiepark van Nederland)
In 2016 bouwde Duinrell aan een sky-fly-attractie van de Duitse fabrikant Gerstlauer. Deze werd op 21 april 2016 geopend onder de naam Wild Wings. Passagiers zitten in bakjes met aan de zijkanten twee vleugels die ze kunnen bedienen. Daardoor bepalen inzittenden zelf of ze over de kop gaan.
In 2023 opende Duinrell een nieuw themagebied met het klassieke Amsterdam als thema. In dit gebied vind je de nieuwe attractie De Oude Lijnbaan; een oldtimerbaan van MettalBau Emmeln. De vernieuwde botsboten en de nieuwe Arcade GameHall.

## Attracties
Afgezien van de midgetgolf, Katapults en het Tikibad is de toegang tot alle attracties bij de entreeprijs inbegrepen. In het Tikibad betaalt men apart voor de individuele stoomcabines. Het Tikibad was eerder bij de entreeprijs inbegrepen, later kon men kiezen voor Tikibad binnen of buiten en een duur van 2, 3 of 4 uur, afhankelijk van de openingstijd.

## Vakantiepark
Zowel voor dagrecreatie als verblijfsrecreatie zijn het attractiepark met subtropisch zwemparadijs Tikibad en het omliggend bebost duingebied toegankelijk. Voor verblijfsrecreatie kent het park campingplaatsen, een hostel, groepsaccommodatie, en diverse soorten verblijfsaccommodaties zoals Safaritenten en zogenaamde 'Duingalows', een soort stacaravans.
In Duinrell Plaza (eerder Kikkertuin geheten) zijn een supermarkt, restaurants en zalen gehuisvest. Duinrell heeft twee restaurants van La Place, waarvan een in Duinrell Plaza. 's Avonds en in de winter zijn de meeste attracties uitgeschakeld en afgesloten. Het Tikibad is wel geopend in deze periode. Enkele terreinen, zoals van Wonderland, worden afgesloten. Verblijfsrecreanten en personen die overdag het attractiepark hebben bezocht kunnen wel rondlopen tussen de attracties en in het duinbos, en gebruikmaken van de speeltuin, restaurants en supermarkt.
Afgezien van de recreatiewoningen en dienstwoningen, zijn er drie woningen op het terrein, waaronder boerderij Oudt Duinrell, het woonhuis van Hugo en zijn vrouw Clarine. De familie had graag nog twee woningen gebouwd, maar de gemeente staat dat niet toe.
In 2021 opende Duinrell twintig nieuwe Duingalows en elf nieuwe lodgetenten. Ook kwam er met een Tiny House een nieuw type accommodatie bij. Een Tiny House is geschikt voor maximaal vijf personen die graag veel buiten zijn. In 2022 zijn er met de Airstream-caravan, thermotenten, rangertenten en ruime familylodgetenten voor maximaal 12 personen weer nieuwe accommodaties op het vakantiepark bij gekomen. Op de camping zijn enkele kampeerplekken voorzien van privésanitair en de sportfaciliteiten zijn uitgebreid met twee padelbanen en een volleybalveld.